# Kleine Magelhaense Wolk
De Kleine Magelhaense Wolk is een dwergsterrenstelsel dat deel uitmaakt van de Magelhaense wolken. Het sterrenstelsel heeft een diameter van ongeveer 7000 lichtjaren en bevat honderden miljoenen sterren. De totale massa wordt geschat op ongeveer 7 miljard keer de massa van de zon.

## Achtergrond
Er is een theorie dat de Kleine Magelhaense Wolk ooit een balkspiraalstelsel was, dat door de Melkweg werd verstoord en zodoende zijn huidige vorm verkreeg. De Kleine Magelhaense wolk is een van de dichtst bij de Melkweg gelegen sterrenstelsels en een van de weinige objecten nabij het Melkwegstelsel dat met het blote oog te zien is. De Kleine Magelhaense Wolk is alleen zichtbaar vanaf het zuidelijk halfrond en vanaf de lagere breedte van het noordelijk halfrond. Vanaf de Aarde gezien ligt de Kleine Magelhaense Wolk in het sterrenbeeld Toekan.

## Observatie
Doordat de Kleine Magelhaense Wolk met het blote oog te zien is, werd ze eeuwen geleden al waargenomen door de inheemse bevolking van Australië en enkele eilanden in de Grote Oceaan. Europese schippers zagen de wolk mogelijk voor het eerst in de middeleeuwen, en gebruikten deze toen voor navigatie. Portugese en Nederlandse zeelieden noemden de Kleine Magelhaense Wolk ook wel een van de kaapwolken.
In 1519 omschreef Antonio Pigafetta de wolk voor het eerst als een cluster van sterren. In Johann Bayers hemelatlas Uranometria, gepubliceerd in 1603, draagt de wolk de naam Nubecula Minor, Latijn voor "kleine wolk".
Tussen 1834 en 1838 observeerde John Frederick William Herschel de hemel van het zuidelijk halfrond, waaronder de Kleine Magelhaense Wolk. Hij omschreef de wolk als een massa van licht met een ovale vorm en een helder centrum. Binnen de wolk categoriseerde hij 37 nevels en clusters.
In 1891 opende het Harvard College Observatory een observatorium in Peru, van waaruit tussen 1893 en 1906 de Kleine Magelhaense Wolk werd geobserveerd. Onder andere Henrietta Swan Leavitt hield zich hiermee bezig. In 1908 werden de resultaten van haar studie gepubliceerd. In 1913 werd de afstand van de Kleine Magelhaense Wolk tot de aarde voor het eerst ingeschat door Ejnar Hertzsprung. Hij kwam op 30.000 lichtjaar. Dit bleek later ver van de werkelijke afstand af te zitten.

## Objecten binnen de Kleine Magelhaense Wolk
- Open sterrenhopen: NGC 265, NGC 290, NGC 346, NGC 411, NGC 602
- Bolvormige sterrenhoop: NGC 330